# Jaime Meza
Jaime Meza Ivankovich (Cartago, 6 de enero de 1926-15 de junio de 2016) fue un futbolista costarricense. Es hermano del futbolista icónico Fello Meza.

## Trayectoria
En 1944 se unió al U. D. Moctezuma de Orizaba por recomendación de su hermano Fello Meza, allí se mantuvo hasta 1947, regresó al país con el C. S. Cartaginés donde se mantuvo un año, en el 1948 regresó a México durante un año con el Atlante F. C., y se retiró con el  C. S. Cartaginés en el 1950-1955.

## Selección nacional
Disputó la competición del Campeonato Centroamericano y del Caribe de Fútbol en la edición del 1948, la cual se consagró campeón y goleador tras convertir 11 anotaciones en el torneo.

#### Participaciones internacionales
| Competición    | Sede      | Resultado | Partidos | Goles |
| -------------- | --------- | --------- | -------- | ----- |
| Copa CCCF 1948 | Guatemala | Campeón   | 8        | 11    |

## Clubes
| Club                       | País       | Año       |
| -------------------------- | ---------- | --------- |
| U. D. Moctezuma de Orizaba | México     | 1944-1947 |
| C. S. Cartaginés           | Costa Rica | 1947      |
| Atlante F. C.              | México     | 1948      |
| C. S. Cartaginés           | Costa Rica | 1950-1955 |

## Palmarés

### Títulos internacionales
| Título                                            | Equipo     | Sede      | Año  |
| ------------------------------------------------- | ---------- | --------- | ---- |
| Campeonato Centroamericano y del Caribe de Fútbol | Costa Rica | Guatemala | 1948 |

### Distinciones individuales
| Distinción                                           | Año  |
| ---------------------------------------------------- | ---- |
| Máximo goleador de la Copa CCF 1948 (11 goles)       | 1948 |
| Máximo goleador de la Primera División de Costa 1952 | 1952 |